# 冈山商科短期大学
冈山商科短期大学（日语：／ Okayama Shōka Tanki Daigaku *），简称商短，是过去一所位于日本冈山县冈山市的私立短期大学。

## 概要

### 简介
- 学校最早可以追溯到1911年即吉备商业学校的创立。短期大学为于1955年开办、由学校法人吉备学园经营。招生到1964年、停办于1966年[1][2]。

### 历史
- 1955年 吉备商科短期大学部成立并同时设置。
- 1956年 今年11月改校名为冈山商科短期大学。
- 1964年 最后一年招生、次年停止招生（正式停办于1966年3月31日[2]）

## 学校环境
- 校区：在了冈山县冈山市[注 1]

## 历任校长
- 井尻裕：最后短期大学校长[3]。

## 组织

### 学科
- 商业科

### 专科
| - 没有 |

### 业余课程
| - 没有 |

## 相关链接
- 日本短期大学列表